# Angren (Usbekistan)
Angren (russisch Ангрен) ist eine kreisfreie Stadt in Usbekistan, 78 Kilometer (Luftlinie) südöstlich der Hauptstadt Taschkent. Sie hat eine Einwohnerzahl von 125.149 (Stand 1. Januar 2009).

## Geschichte

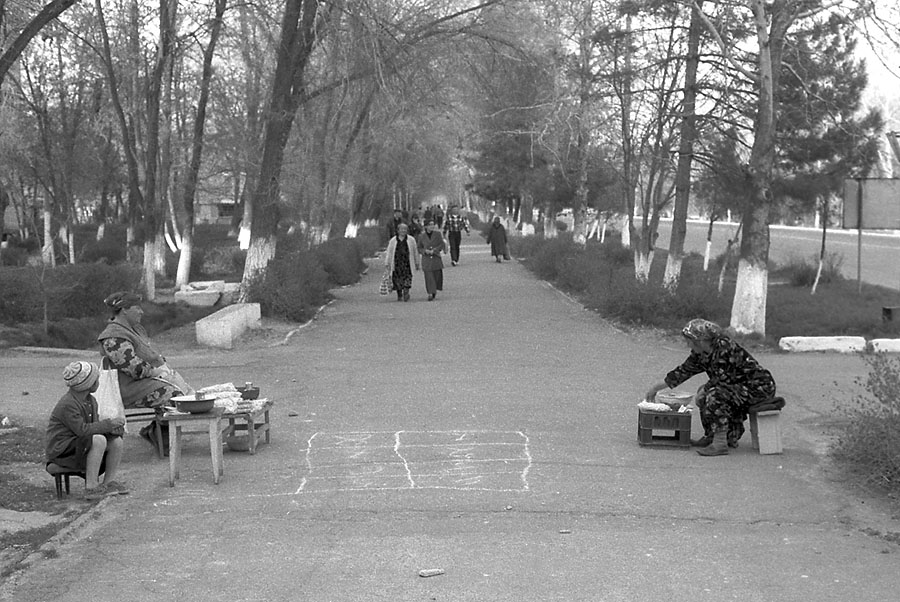
Straße in Angren, 1999

Die Stadt wurde 1942 während des Zweiten Weltkriegs gegründet. Während des Kriegs befanden sich einige Kriegsgefangenenlager im Stadtgebiet und in der Umgebung; auch japanische Kriegsgefangene waren hier interniert. Die Kriegsgefangenen wurden zum Aufbau der Stadt eingesetzt. Angren erhielt 1946 das Stadtrecht.
Bis zum Zerfall der Sowjetunion war Angren eine der moderneren Städte Usbekistans. Einige Vororte waren überwiegend von Russlanddeutschen bewohnt und sind heute fast menschenleer.

## Wirtschaft
Angren ist ein Zentrum des usbekischen Kohleabbaus, daneben findet auch Goldgewinnung statt. Außerdem gibt es ein großes Kohlekraftwerk und eine Kaolinfabrik.
Parallel zur Kohle (die im Tagebau, Untertagebau und Untertage-Vergasungsverfahren gefördert wird), werden andere wertvolle Mineralien abgebaut: Kaolin, Kalkstein und Quarzsand.

## Söhne und Töchter der Stadt
- Waleri Tichonenko (* 1964), russischer Basketballspieler und -trainer
- Oleg Perepetschonow (* 1975), russischer Gewichtheber
- Alexander Heinrich (* 1984), usbekischer Fußballspieler
- Ilyas Zetulayev (* 1984), usbekischer Fußballspieler
- Violetta Schurawlow (* 1986), deutsche Schauspielerin
- Jewgeni Pomasan (* 1989), russischer Fußballspieler
- Oleg Derkach (* 1969), usbekischer Judo- und Sambokämpfer